# Lloyd Viel Berkner
Lloyd Viel Berkner (* 1. Februar 1905 in Milwaukee, Wisconsin; † 4. Juni 1967 in Washington, D.C.) war ein US-amerikanischer Physiker und Initiator des Internationalen Geophysikalischen Jahres.
Berkner entwickelte zusammen mit H. W. Wells eine neuartige Ionosonde, die heute noch als Standard-Gerät zur Messung der Dichte und Höhe der Ionosphäre verwendet wird.
1959 wurde er Direktor des Green-Bank-Observatoriums und genehmigte Frank Drakes Projekt OZMA, das weltweit erste SETI-Programm.
Nach Berkner sind die antarktische Berkner-Insel sowie die nordwestlich davon gelegene, untermeerische Berkner Bank benannt, außerdem ein Krater auf der Mondrückseite.
1941 wurde er Fellow der American Physical Society. 1948 wurde er zum Mitglied der National Academy of Sciences gewählt. Seit 1956 war er Mitglied der American Academy of Arts and Sciences und der American Philosophical Society.